# Taybosc
Taybosc é uma comuna francesa na região administrativa de Occitânia, no departamento de Gers. Estende-se por uma área de 5,87 km². Em 2010 a comuna tinha 62 habitantes (densidade: 10,6 hab./km²).